# U-576
U-576 – niemiecki okręt podwodny typu VIIC z czasów II wojny światowej. Zwodowany 30 kwietnia wszedł do służby w Kriegsmarine 26 czerwca 1941 roku pod dowództwem kapitänleutnanta Hans-Dieter Heinicke. W czasie służby zatopił cztery, uszkodził zaś dwie jednostki przeciwnika. 15 lipca 1942 roku został zatopiony wraz z całą załogą przez samoloty amerykańskie.

## Budowa
U-576 został zbudowany w stoczni Blohm + Voss w Hamburgu. Umowę na budowę jednostki podpisano 8 stycznia 1940 roku, stępkę położono 1 sierpnia. Okręt o numerze stoczniowym 076 został zwodowany 30 kwietnia 1941 roku.

## Opis konstrukcji
Podobnie jak inne jednostki typu VIIIC, U-576 miał długość 67,1 m, szerokość 6,2 m i zanurzenie 4,74 m. Wyporność wynosiła 769 ton na powierzchni i 871 ton w zanurzeniu. Dwa sześciocylindrowe, czterosuwowe silniki Diesla Germaniawerft F46 o mocy 3200 KM nadawały mu prędkość 17 węzłów na powierzchni. Napęd podwodny zapewniały dwa silniki elektryczne (służące także jako prądnice do ładowania akumulatorów) BBC GG UB 720/8 o mocy 560 kW; maksymalna prędkość podwodna wynosiła 7,6 w.
Okręt uzbrojony był w cztery wyrzutnie torpedowe kal. 533 mm na dziobie, jedną na rufie, armatę kal. 88 mm i działko przeciwlotnicze 20 mm.

## Służba

Herb miasta Radevormwald, używany jako emblemat przez U-576.

26 czerwca 1941	okręt wszedł do służby pod dowództwem kptlt. Hansa-Dietera Heinickego i do 1 września 1941 odbywał służbę treningową w ramach 7. Flotylli, po czym wszedł do służby aktywnej i odbył pięć patroli bojowych na północnym Atlantyku. W ich czasie zatopił cztery statki: brytyjski „Empire Spring” (6946 BRT, 14 lutego 1942), amerykański „Pipestone County” (5102 BRT, 21 kwietnia 1942), norweski „Taborfjell” (1339 BRT, 30 kwietnia 1942) i nikaraguański „Bluefields” (2063 BRT, 15 lipca 1942).
15 lipca 1942 niedaleko Przylądka Hatteras U-576 zaatakował konwój KS-520, płynący z Norfolk do Key West, trafiając statki MV „Bluefields” (który zatonął bez strat w załodze), SS „Chilore” i MV „J.A. Mowinckel”. Po ataku wynurzył się w środku konwoju, ok. 300 metrów od frachtowca „Unicoi”, którego załoga zdołała obsadzić działo pokładowe i trafić okręt podwodny. Następnie U-Boot został zbombardowany przez dwa samoloty Vought OS2U Kingfisher z dywizjonu VS-9D4, pilotowane przez chor. Franka C. Lewisa i Charlesa D. Webba. Cztery bomby głębinowe upadły w bezpośredniej bliskości okrętu, jedna trafiła w pokład i stoczyła się z niego do wody przed detonacją. Okręt zatonął, z załogi nikt nie przeżył (Möller i Brack podają datę zdarzenia 17 lipca).
Uszkodzone przez U-576 statki, SS „Chilore” i MV „J.A. Mowinckel” w asyście korwety USS „Spry” ruszyły w kierunku wybrzeża, by zatrzymać się na płytkich wodach. Nie zdając sobie sprawy z jego obecności, weszły w amerykańskie pole minowe i zostały dodatkowo uszkodzone wybuchami min. By uniknąć zatonięcia „Chilore” wyrzucił się na brzeg; ściągnięty, zatonął podczas rejsu do stoczni remontowej. Drugi statek został wyremontowany.
W sierpniu 2014 roku amerykańscy badacze z National Oceanic and Atmospheric Administration zlokalizowali wrak U-576 u wschodnich wybrzeży USA około 50 kilometrów od wybrzeża Karoliny Północnej. Po sprawdzeniu zachowanych dokumentów, należące do NOAA jednostki badawcze „Okeanos Explorer” i SRVX „Sand Tiger” przeszukały prawdopodobny region i odnalazły wraki: okrętu podwodnego oraz tankowca SS „Bluefields”, leżące około 200 metrów od siebie. Ze względu na to, że cała załoga U-576 zginęła na jego pokładzie, obszar znaleziska został objęty ochroną jako grób wojenny.